# Venterol (Alpes da Alta Provença)
Venterol é uma comuna francesa na região administrativa da Provença-Alpes-Costa Azul, no departamento dos Alpes da Alta Provença. Estende-se por uma área de 22,8 km².